# Dinastia XIV d'Egipte
La dinastia XIV de l'antic Egipte va sorgir al delta vers la meitat del segle XVIII aC i va durar almenys uns 80 anys.
La dinastia té un origen estranger (hikse) segon es dedueix dels noms dels seus reis. La seva seu inicial fou Xois i després Àvaris. És probable que no fóra una invasió, sinó la presa del poder pels emigrants hicsos assentats ja al delta, aprofitant la debilitat del govern central.
Els noms dels faraons són molt nombrosos, massa per una dinastia tan curta. És possible que governaren diversos reis al mateix temps, cadascun en una regió o una tribu.
Manetó diu que els reis foren 76 i van governar 184 anys. El papir de Torí en dona 32, però en un espai on originalment n'hi havia uns 60. El primer esmentat n'és Nehesi, però al seu davant i ha un buit on cabrien cinc noms. Les duracions del regnat (les que són visibles) dona uns dos anys màxim per a cada rei, cosa que coincidiria amb l'indicat per Manetó.
La llista de reis segons el papir de Torí comença per Nehesi, però davant seu col·loquen els cinc reis coneguts que el van precedir i dels quals el primer i el darrer apareixen també en les dinasties XVI (Yakbkim) i XV (Sheshi Asehre):
1. Yakbim Sekhaenre (25 anys)
2. Yaammu Nubwoserre (10 anys)
3. Qareh Khawoserre (10 anys)
4. Ammu Ahotepre (14 anys)
5. Sheshi Asehre (40 anys)

Llista de Torí: 
1. Nehesi
2. Khatire
3. Nebefawre
4. Sehebre
5. Merdjefare
6. Sewadjkare
7. Nebdjefare
8. Webenre
9. no llegible
10. ...djefare
11. ...webenre
12. Awibre
13. Heribre
14. Nebsenre
15. ....re
16. Sekheperenre
17. Djedkherewre
18. Sankhibre
19. Nefertumkare
20. Sekhem...re
21. Kakemure
22. Neferibre Seth
23. I...enre
24. Khakare
25. Aakre
26. Semenenre
27. Djedkare
28. ...kare
29. Senefer...re
30. Men...re
31. Djed...re
32. Ink...
33. A....
34. Ap-p

Llista de Manetó:
1. Sekhaenre-Yakbim
2. Nuwboserre-Yaammu
3. Khawoserre-Qareh
4. Ahotepre-Aammu
5. Maaibre-Seshi
6. Aasehre-Nehesy
7. Khajkhrure
8. Nebfaure
9. Sehebre
10. Merdjefare
11. Sewadjekare II
12. Nebdjefare
13. Ubenre I
14. ...djefare
15. ...ubenre (II)
16. Awhibre
17. Heribre
18. Nebsenre
19. ...rae
20. Sekheperenre
21. Djedjerure
22. Sankhibre
23. Nefertem...re
24. Sekhem...re
25. Kakemure
26. Neferibre
27. I...re
28. Djaqare
29. Aaqare
30. Semenenre-Hapu...
31. Djedqara-Anati
32. ...kara-bebnum
33. ...re
34. ...re
35. ...re
36. Senefer...re
37. Men...re
38. Djed...re
39. Inek
40. A...
41. Ap...

Reis coneguts per altres fonts, amb nom hikse o que portaven al davant el títol heqa khasut, propi dels hicsos, i que no s'han pogut situar:
- Semqen (Shamuqenu, probablement de la dinastia XIV)
- Aper-Anati (User-Anat ?), dinastia XIV o XV
- Sakir Har, probablement de la dinastia XV
- Anat-Har, dinastia XIV o XV
- Zaket
- Nuya
- Sheneh o Shenes
- Shenshek
- Wadjed o Wasa
- Djakareb (probablement el mateix que Yalhuber de la dinastia XV)
- Amu (podria ser el mateix que Khamure i, si així fos, Khamure no existiria i Amu seria Ahotepre Aammu)

Reis sense nom cananeu ni títol hikse que no s'han pogut ubicar, que correspondrien amb més probabilitat a les dinasties XIII, d'Abidos, XVI o XVII:
- Pepi III
- Nebmaatre
- Nikare II
- Aahotepre
- Aaneterire
- Nubankhre
- Nubuserre
- Khauserre
- Khamure (podria ser el mateix que Amu, i si així fos, Amu/Khamure no existiria i seria Ahotepre Aammu)